# Fred Leusink
Fred Leusink (7 mei 1966) is een voormalig Nederlands voetballer die van 1984 tot 1991 onder contract stond bij PEC Zwolle '82. Hij speelde als verdediger. In 1991 ging een transfer naar het Schotse Motherwell FC niet door en daarna speelde hij nog tot 1998 in het eerste van ESC uit Elburg.

## Statistieken
| Seizoen | Club           | Land      | Competitie     | Wed. | Goals |
| ------- | -------------- | --------- | -------------- | ---- | ----- |
| 1984/85 | PEC Zwolle '82 | Nederland | Eredivisie     | 4    | 0     |
| 1985/86 | PEC Zwolle '82 | Nederland | Eerste divisie | 2    | 0     |
| 1986/87 | PEC Zwolle '82 | Nederland | Eredivisie     | 29   | 1     |
| 1987/88 | PEC Zwolle '82 | Nederland | Eredivisie     | 29   | 0     |
| 1988/89 | PEC Zwolle '82 | Nederland | Eredivisie     | 27   | 3     |
| 1989/90 | PEC Zwolle '82 | Nederland | Eerste divisie | 29   | 3     |
| 1990/91 | FC Zwolle      | Nederland | Eerste divisie | 31   | 4     |
| Totaal  | Totaal         | Totaal    | Totaal         | 150  | 11    |